# Polygonum patulum
Polygonum patulum é uma espécie de planta com flor pertencente à família Polygonaceae. 
A autoridade científica da espécie é M.Bieb., tendo sido publicada em Flora Taurico-Caucasica 1: 304, no ano de 1808.

## Portugal
Trata-se de uma espécie presente no território português, nomeadamente no Arquipélago da Madeira.
Em termos de naturalidade é introduzida na região atrás indicada.

## Protecção
Não se encontra protegida por legislação portuguesa ou da Comunidade Europeia.